# Saison cyclonique 2014 dans l'océan Pacifique nord-est
La saison cyclonique 2014 dans l'océan Pacifique nord-est est la saison cyclonique dans le Nord-Est de cet océan et qui devait officiellement démarrer le 1er juin 2014. Cependant, la première tempête tropicale nommée Alvin s'est cependant manifestée dès le 15 mai. La saison devrait officiellement se terminer le 30 novembre 2014.

## Cyclones tropicaux

### CycloneAmanda
Le 16 mai 2014, le National Hurricane Center (NHC) a commencé à surveiller une zone de perturbation au sud-ouest du golfe de Tehuantepec. Le premier avis de dépression a été émis le 22 mai et a été rehaussé au niveau de tempête tropicale 18 heures plus tard. L'intensité de la tempête a augmenté rapidement avec des vents atteignant 255 km/h le 24 mai.

### CycloneOdile
L'ouragan Odile est à ce jour le cyclone le plus violent à avoir touché la péninsule de Basse-Californie à l'ère des satellites. Il est l'équivalent du cyclone Olivia en 1967.
Il est le phénomène cyclonique qui a produit le plus de dommages au cours de la saison cyclonique 2014 dans l'océan Pacifique nord-est. Il est la 16e tempête tropicale, le 11e ouragan et le 8e ouragan majeur de ladite saison.